# 小野裕史
小野 裕史（おの ひろふみ、1974年9月29日 - ）は北海道出身の元投資家、僧侶・小野龍光。

## 来歴
東京大学大学院理学系研究科生物科学専攻修了。
大学院生時代より、個人でモバイルメディアを複数プロデュースする。2000年より株式会社シーエー・モバイルの第一号社員として創業を率い、2008年専務取締役を退任し独立。同年インフィニティ・ベンチャーズLLPを設立。日本と中華圏でベンチャー投資を行いながら、自ら起業家として『サンシャイン牧場』のRekoo Japan、ジモティー、グルーポン・ジャパン、Farfetch Japanなどの創業を率いた投資家兼シリアルアントレプレナー。また、国内最大級のベンチャー経営者カンファレンスである「Infinity Ventures Summit」を12年にわたって主催。
2017年、ライブ配信アプリ「17LIVE」を運営するM17グループ（現：17LIVE inc.）の日本法人である株式会社17 Media Japan（現：17LIVE株式会社）を設立。代表取締役に就任。2020年、インフィニティベンチャーズの代表を退任し、17LIVE inc.のグローバルCEOに就任。2022年8月31日に退任。
2022年10月、佐々井秀嶺上人の元、インドで得度(出家)。

### 経歴
- 1993年3月 - 北海道札幌南高等学校卒業
- 1998年3月 - 東京大学理学部卒業
- 2000年3月 - 東京大学大学院理学系研究科生物科学修士課程修了
- 2000年4月 - 日本アイ・ビー・エム システムエンジニアリング株式会社に入社
- 2000年9月 - 株式会社シーエー・モバイルに第一号正社員として入社
- 2008年1月 - インフィニティ・ベンチャーズLLPを設立、共同代表パートナー[1]。

## 著書
- 「マラソン中毒者（ジャンキー）北極、南極、砂漠マラソン世界一のビジネスマン」（2013年9月、文藝春秋）